# PKP-Baureihe SA102
Die Baureihe SA102 waren Triebzüge der Polnischen Staatsbahn (PKP) für den Regional- und Vorortverkehr auf nicht elektrifizierten Nebenstrecken. Die Fahrzeuge besaßen eine hydrodynamische Antriebsanlage.
Es wurden sechs Triebwagen und drei Beiwagen hergestellt, die als SA102/SA111 in der Konfiguration Triebwagen + Beiwagen + Triebwagen eine Einheit bildeten. Sie waren bis 2017 vorhanden und wurden dann ausgemustert. Der SA102/SA111-002 ist erhalten geblieben und für das Eisenbahnmuseum in Jaworzyna Śląska vorgesehen.

## Geschichte
Die Baureihe SA102 war die dreiteilige Variante des Typs ZNTK Posen 207M. Jeder Triebzug bestand aus zwei angetriebenen Endwagen und einem Mittelwagen. Gegenüber dem Vorgängermodell hatte der Triebwagenführer einen Überblick über den Fahrgastraum. Verwendet wurden die Fahrzeuge auf nichtelektrifizierten Strecken mit mehr Fahrgastaufkommen und für den Verkehr auf steigungsreicheren Strecken.
Der SA102-001 war die meiste Zeit in der Woiwodschaft Niederschlesien im Einsatz (1994 bis 1995 in Jelenia Góra, 1995 bis 1997 in Wałbrzych, 1997 bis 2001 im Raum Wrocław, 2006 bis 2009 durch das Koleje Dolnośląskie bis zum Einsatzende in der Woiwodschaft Pommern). Das Fahrzeug ist im Jahr 2017 verschrottet worden.
Die anderen beiden Fahrzeuge waren zu Beginn im Raum Gdynia und danach in der Woiwodschaft Pommern im Einsatz. Sie wurden von Polregio verwendet. Der SA 102-002 befand sich zum Zeitpunkt der Ausmusterung noch in gutem Zustand. Deshalb wurde entschieden, das Fahrzeug für das Fahrzeugmuseum in Jaworzyna Śląska zu reservieren.

## Technische Merkmale
Das dreiteilige Fahrzeug als fest verbundene Einheit Triebwagen + Beiwagen + Triebwagen wurde im Design wie die auf Nebenbahnen der Tschechoslowakei vorherrschende Reihe 810 gefertigt.
Der Wagenkasten war aus Stahlprofilen in Spantenbauart gefertigt sowie auf zwei Einachsdrehgestellen abgestützt. Die Achsen wurden mit Schraubenfedern und Gummifedern abgefedert. Zwischen den Einachslagern und dem Wagenrahmen wurden Schraubenfedern, für die Federung zwischen Achsen und Lagern Gummifedern verwendet. Der Wagengrundriss bestand aus den beiden Führerständen, hinter denen je ein Einstiegsraum lag und dem Fahrgastraum mit 144 Sitzplätzen. Beheizt wurde der Fahrgastraum mit dem Wasser des Motorkühlsystems, für die Beleuchtung wurden Leuchtstofflampen 24 V verwendet. Zwischen den drei Fahrzeugen bestand eine Kurzkupplung sowie ein Übergang für die Reisenden.
Die Antriebswagen waren ursprünglich mit je einem Sechszylinder-Viertakt-Dieselmotor aus Landesproduktion mit 200 kW Leistung ausgestattet. Nachdem sich dieser Motor in der Praxis nicht sonderlich bewährte, wurde er gegen einen mit gleichen Dimensionen und Luftkühlung von KHD ausgetauscht. Der Motor gab seine Kraft unmittelbar an ein Strömungsgetriebe ab, dass ursprünglich auch aus Landesproduktion war, aber nach mehreren Ausfällen auch gegen eines von Voith ausgetauscht wurde. Es wurden die jeweils inneren Achsen des Motorwagens angetrieben.